# Camille Laus
Camille Laus (Doornik, 23 mei 1993) is een Belgische atlete, die gespecialiseerd is in de sprint, de middellange afstand en het verspringen. Zij veroverde acht Belgische titels.

## Biografie
Laus begon in 2007 na een scholenveldloop als veertienjarige met atletiek. Snel bleek ze aanleg te hebben voor de sprint. In 2009 nam ze op de 100 m en de 4 × 100 m deel aan het EJOF in Tampere. Ze haalde telkens de finale. In 2011 nam ze op de estafette deel aan de Europese kampioenschappen U20 en in 2012 op hetzelfde nummer aan de wereldkampioenschappen U20. Ze werd telkens vijfde.
In 2013 werd Laus voor het eerst Belgisch kampioene verspringen. In 2018 volgde een indoortitel op de 400 m. Later dat jaar verbeterde ze samen met Margo Van Puyvelde, Hanne Claes en Cynthia Bolingo Mbongo tijdens een meeting in Bern het 38 jaar oude Belgische record op de 4 × 400 m estafette naar 3.29,06. Meteen ook voldoende voor deelname aan de Europese kampioenschappen later dat jaar in Berlijn. Ook individueel kon ze zich met een persoonlijk record van 51,49 s tijdens een atletiekmeeting in La Chaux-de-Fonds plaatsen voor de EK.
Laus begon haar carrière bij US Doornik. Toen ze in Brussel ging studeren, stapte ze over naar White Star om te trainen in de groep van Jacques Borlée. In 2016 volgde ze hem naar Racing Club Brussel. Ze is de vriendin van Kevin Borlée. Eind 2020 tekende ze samen met de broers Borlée een contract bij Sport Vlaanderen en stapte ze over naar de Vlaamse club Olympic Essenbeek Halle.

## Belgische kampioenschappen
Outdoor
| Onderdeel   | Jaar       |
| ----------- | ---------- |
| 400 m       | 2019, 2020 |
| 800 m       | 2023, 2025 |
| verspringen | 2013       |

Indoor
| Onderdeel | Jaar       |
| --------- | ---------- |
| 400 m     | 2018, 2020 |
| 800 m     | 2025       |

## Persoonlijke records
Outdoor
| Onderdeel   | Prestatie | Wind     | Datum            | Plaats             |
| ----------- | --------- | -------- | ---------------- | ------------------ |
| 100 m       | 11,77 s   | +1,7 m/s | 25 juni 2016     | Brussel            |
| 200 m       | 23,58 s   | +1,3 m/s | 7 mei 2022       | Knoxville          |
| 300 m       | 37,51 s   |          | 6 september 2020 | Heusden            |
| 400 m       | 51,49 s   |          | 1 juli 2018      | La Chaux-de-Fonds  |
| 600 m       | 1.26,27   |          | 12 juli 2023     | Naimette-Xhovémont |
| 800 m       | 1.59,50   |          | 8 augustus 2025  | Banska Bystrica    |
| verspringen | 6,05 m    | +0,8 m/s | 6 juli 2013      | Oordegem           |

Indoor
| Onderdeel | Prestatie | Datum            | Plaats |
| --------- | --------- | ---------------- | ------ |
| 60 m      | 7,53 s    | 24 januari 2015  | Gent   |
| 200 m     | 24,37 s   | 30 januari 2016  | Gent   |
| 400 m     | 52,38 s   | 11 februari 2023 | Metz   |
| 800 m     | 2.02,62   | 23 februari 2025 | Gent   |

## Palmares

### 100 m
- 2009: 6e EJOF  in Tampere – 12,16 s

### 200 m
- 2010:  BK indoor AC – 25,11 s

### 400 m
- 2018:  BK indoor AC – 54,11 s
- 2018: 6e in ½ fin. EK te Berlijn - 52,40 s
- 2019:  BK indoor AC – 53,22 s
- 2019:  BK AC – 52,27 s
- 2019:  Memorial Van Damme - 53,23 s
- 2020:  BK indoor AC – 53,11 s
- 2020:  BK AC – 53,13 s
- 2020: 4e Memorial Van Damme - 52,81 s
- 2021:  BK indoor AC – 53,27 s
- 2021: 4e in reeks EK indoor in Toruń – 53,68 s
- 2021:  BK AC – 53,41 s
- 2021:  Memorial Van Damme - 52,34 s
- 2022:  BK AC – 51,96 s
- 2022: 6e in reeks WK te Eugene - 52,56 s
- 2023:  BK indoor AC – 53,01 s

### 800 m
- 2023:  BK AC – 2.05,35
- 2025:  BK indoor AC – 2.02,62
- 2025:  BK AC – 1.59,96

### verspringen
- 2013:  BK AC – 6,03 m
- 2014:  BK AC – 6,04 m

### 4 x 100 m
- 2009: 4e EJOF in Tampere – 46,87 s
- 2011: 5e EK U20 in Tallinn – 45,15 s
- 2012: 5e WK U20 in Barcelona – 45,12 s

### 4 x 400 m
- 2018: 4e EK in Berlijn - 3.27,69 (NR)
- 2019: 5e EK indoor in Glasgow - 3.32,46 (NR)
- 2019: 5e WK in Doha - 3.27,15 (3.26,58 (NR) in reeksen)
- 2021: 7e World Athletics Relays in Chorzów - 3.37,66 (3.28,27 in reeksen)
- 2021: 7e OS - 3.23,96 (NR)
- 2022: 6e WK indoor in Belgrado - 3.33,61 (3.30,58 (NR) in reeksen)
- 2022: 6e WK in Eugene - 3.26,29
- 2022: 4e EK in München - 3.22,12 (NR)
- 2023: 5e WK in Boedapest - 3.22,84
- 2024: 4e WK indoor in Glasgow - 3.28,05 (NR)
- 2024:  EK in Rome - 3.22,95[5]

### 4 x 400 m gemengd
- 2019: 6e WK in Doha - 3.14,22 (NR)
- 2021: 5e OS - 3.11,51 (NR)
- 2022: 10e WK in Eugene – 3.16,01
- 2023:  EK voor landenteams in Chorzów - 3.12,97
- 2023: 5e WK in Boedapest - 3.13,83 (in serie 3.11,81)